# Subaru 1000
Der Subaru 1000 ist ein Pkw, den Fuji Heavy Industries ab 1966 produzierte. Er war der erste Subaru mit Frontantrieb und Boxermotor. Nach der japanischen Klassifizierung war er ein „Kleinwagen“. Bis dahin produzierte Subaru-Modelle wie der Subaru 360 und der Subaru Sambar hatten Heckmotor, Heckantrieb und waren Kei-Cars.
Im Jahr 1960 beschloss das Management von Subaru einen Nachfolger für den als Prototyp vorgestellten Subaru 1500 mit dem Code-Namen „A-5“ zu entwickeln. Subaru wollte ein Auto anbieten, das vier Passagieren bequemes Fortkommen bot und für die Käufer eine Alternative zu den zeitgenössischen Toyota Publica, Datsun 110/210 oder Mitsubishi Colt 600 sein sollte. Um auf dem Markt ernsthafte Chancen zu haben, musste man besser sein als die Konkurrenz und entschloss sich daher zur Senkung der Motorengeräusche, indem man den Motor nach vorne verlegte, wobei jedoch ursprünglich der Antrieb der Hinterräder beibehalten werden und eine Kardanwelle eingebaut werden sollte. Alle vier Räder waren einzeln aufgehängt. Das einzige andere japanische Unternehmen zu jener Zeit, das einen luftgekühlten Boxermotor nutzte, war Toyota mit dem Modell Publica.
Im Jahr 1963 überarbeitete Subaru seinen Prototyp zum neuen Projekt „A-4“ mit nun einem kleineren 923-cm³-Motor und Frontantrieb. Diese Konstruktion wurde schließlich als Subaru 1000 eingeführt. Für einen leisen Betrieb wurde der Motor wassergekühlt statt mit Luft. Der Subaru 1000 wurde formell am 21. Oktober 1965 im Hilton Hotel (heute Hotel Tokyu Capitol) in Tokio vorgestellt. Ab dem 14. Mai 1966 stand er den Käufern zur Verfügung. Das zweitürige Coupe folgte im Februar 1967 und ein viertüriger Kombi im September 1967. Der Subaru 1000 hatte einen damals einzigartigen wassergekühlten, Vierzylinder-Boxermotor mit hängenden Ventilen. Subaru-Ingenieure untersuchten Motoren von Porsche, Volkswagen und des Chevrolet Corvair und entwickelten die Kombination mit Frontantrieb. Bis März 1969 hatte Subaru mehr als 4.000 Einheiten auf dem Heimatmarkt abgesetzt, die mit  den Toyota Corolla KE10 (eingeführt 1966) und der Nissan Sunny B10-Serie im Wettbewerb standen.
Ab 1969 wurde der Subaru 1000 durch den Subaru FF-1 ersetzt.

## Antrieb
- Subaru EA-52 wassergekühlter 4-Zylinder-OHV-Boxermotor
- Bohrung × Hub: 72 × 60 mm
- Hubraum: 977 cm³
- Kompression: 6.5:1
- Max. Leistung: 55 PS (40 kW) bei 6000/min
- Max. Drehmoment: 76 Nm bei 3200/min
- Vier-Gang-Schaltgetriebe, Frontantrieb

## Fahrwerk
- Vorn: Einzelradaufhängung mit Querlenkern
- Hinten: Einzelradaufhängung mit Längslenkern
- Trommelbremsen, vorn innenliegend